# Bordzieńce
Bordzieńce (biał. Бардзенцы; ros. Борденцы) – wieś na Białorusi, w obwodzie witebskim, w rejonie szarkowszczyńskim, w sielsowiecie Bildziugi.

## Historia
W czasach zaborów w gminie Nowy Pohost, w powiecie dzisieńskim, w guberni wileńskiej Imperium Rosyjskiego.
W latach 1921–1945 wieś Borodzieńce I i Borodzieńce II leżały w Polsce, w województwie wileńskim, w powiecie dziśnieńskim (od 1926 w powiecie brasławskim) w gminie Miory.
Powszechny Spis Ludności z 1921 roku podał dane łączne dla dwóch wsi. Zamieszkiwało tu 110 osób, 33 było wyznania rzymskokatolickiego, 46 prawosławnego a 31 staroobrzędowego. Jednocześnie 43 mieszkańców zadeklarowało polską a 67 białoruską przynależność narodową. Były tu 22 budynki mieszkalne. W 1931 Borodzieńce I w 11 domach zamieszkiwało 48 osób, a Borodzieńce II w 14 domach 113 osób.
Wierni należeli do parafii rzymskokatolickiej w Nowym Pohoście. Miejscowość podlegała pod Sąd Grodzki w Drui i Okręgowy w Wilnie; właściwy urząd pocztowy mieścił się w Nowym Pohoście.
W wyniku napaści ZSRR na Polskę we wrześniu 1939 miejscowość znalazła się pod okupacją sowiecką. 2 listopada została włączona do Białoruskiej SRR. Od czerwca 1941 roku pod okupacją niemiecką. W 1944 miejscowość została ponownie zajęta przez wojska sowieckie i włączona do Białoruskiej SRR.
Od 1991 w składzie niepodległej Białorusi.